# Albert Nehm
Albert Nehm (* 23. Februar 1932 in Zierenberg; † 14. Juli 2012 in Baunatal) war ein deutscher Politiker der SPD.
Nehm war von Beruf Stellmacher. Er war einige Zeit im Bergbau in Kanada sowie in der Zeche Marie im Habichtswald tätig. Von 1961 bis 1990 arbeitete Nehm in der Härterei des Volkswagenwerks Kassel, wo er seit 1972 dem Betriebsrat angehörte. Er war Mitglied der IG Metall.
Seit 1954 war Nehm Mitglied der SPD, in der er dem Vorstand des Ortsvereins seines Wohnorts Kirchbauna angehörte. Am 13. September 1978 rückte er für den verstorbenen Abgeordneten Reinhold Staudt in den Deutschen Bundestag nach. Bei den drei darauf folgenden Bundestagswahlen gelang es Nehm das Direktmandat im Wahlkreis Werra-Meißner zu erringen, so dass er insgesamt von 1978 bis 1990 Mitglied des Deutschen Bundestages war.

## Weblink
- Nehm, Albert. Hessische Biografie. (Stand: 7. Oktober 2024). In: Landesgeschichtliches Informationssystem Hessen (LAGIS).